# Let It Be
Let It Be va ser l'últim àlbum musical publicat per la banda anglesa The Beatles.

## Història
El 30 de gener de 1969van saltar al terrat de l'edifici de la seva corporació, Apple Corps., situada a l'av. Twickenham de Londres i van fer un breu concert. Els vianants, que a aquesta hora tornaven d'esmorzar, es van quedar atònits davant la sorpresa del quartet (acompanyat de Preston) tocant a l'aire lliure.
Els temes que van tocar són: Don't Let Me Down, Get Back, I've Got a Feeling, Dig a Pony i One After 909 (d'alguns en van fer més d'una presa). Algú va cridar a la policia, què va demanar els músics que baixessin el volum. Tot això va quedar filmat i, juntament amb les sessions d'assaig, fou editat per Lindsay-Hogg i va donar coma resultat el film “Let It Be”. No obstant això, els enregistraments dels assajos van ser enllaunats i oblidats, ja que els Beatles van decidir començar a gravar el seu àlbum “Abbey Road”. Això sempre va ser mal vist pels altres, sobretot per Paul McCartney, ja que Spector va introduir el seu famós "mur de so", consistent en afegir orquestracions i cors de veus femenines sobre determinades cançons), cosa que va fer perdre el toc de rock and roll cru que es pretenia inicialment. L'àlbum es va titular finalment “Let It Be” (deixem-ho estar).
Va ser l'última gravació oficial dels Beatles a sortir al mercat. Just en aquests moments s'anunciava la seva separació. L'any 2003, McCartney va treure al mercat “Let It Be... Naked”, que és la versió de “Let It Be” remesclada a partir de les cintes originals i lliure de la producció de Spector.

## Llista de temes
Totes les cançons escrites per John Lennon i Paul McCartney; excepte (*) escrita per George Harrison, (**) escrita per Lennon, McCartney, Harrison i Ringo Starr i (+) tradicional, arranjament dels Beatles. Produït per Phil Spector, el 1970.
1. Two Of Us
2. Dig a Pony
3. Across The Universe
4. I Me Mine (*)
5. Dig It (**)
6. Let It Be
7. Maggie Mae (+)
8. I've Got A Feeling
9. One After 909
10. The Long and Winding Road
11. For You Blue (*)
12. Get Back